# Dot jedzie do Hollywood
Dot jedzie do Hollywood / Kropeczka jedzie do Hollywood (ang. Dot Goes to Hollywood, 1987) – ósmy australijski film fabularno-animowany wyprodukowany przez Yoram Gross Studios. W tym filmie jego tytułowa bohaterka, Dot wraz z misiem koala jedzie do Hollywood, by zostać gwiazdą filmową. Twórcą filmu jest Yoram Gross. 

## Wersja polska
Film był wyświetlany przez TVP3. Wersja lektorska była opracowana przez szczeciński ośrodek TVP.

### VHS
Wersja wydana na kasetach VHS z angielskim dubbingiem i polskim lektorem, którym był Janusz Kozioł pod tytułem Kropeczka jedzie do Hollywood. Dystrybucja: Mada Video Film. 

## Fabuła
Jeden ze zwierzęcych przyjaciół, koala imieniem Gumbey, ma poważną wadę wzroku a na jego leczenie nie ma pieniędzy. Aby mu pomóc Dot jedzie do USA by wystąpić w filmie. Pomagają w tym Flip, Flap oraz inne filmowe postacie.